# Resolução 195 do Conselho de Segurança das Nações Unidas
Resolução 195 do Conselho de Segurança das Nações Unidas, foi aprovada em 9 de outubro de 1964, após análise do pedido da República do Malawi para ser membro da Organização das Nações Unidas, o Conselho recomendou à Assembleia Geral que o Malawi deve ser admitido.
Foi aprovada por unanimidade.